# Paller Coll
El Paller Coll és una obra de Barruera, al municipi de la Vall de Boí (Alta Ribagorça) inclosa a l'Inventari del Patrimoni Arquitectònic de Catalunya.

## Descripció
Paller i quadra que forment part de la llinda que defineix un lateral del carrer Major amb tipologia característica de l'arquitectura agropecuària del poble, amb murs arrodonits adaptats a la circulació del carrer i cobertes amb estructura de fusta i llosat de pissarra.
Té annexes els pallers i murs que delimiten aquest pati de l'illa esmentada.